# El cavaller fosc: la llegenda reneix
El cavaller fosc: la llegenda reneix (títol original en anglès: The Dark Knight Rises) és una pel·lícula d'acció dirigida per Christopher Nolan. Basada en el personatge de Batman, tanca la trilogia de Nolan després de Batman Begins (2005) i El cavaller fosc (2008). Es va estrenar mundialment de forma quasi simultània el juliol de 2012. La majoria d'actors protagonistes, Bale, Caine, Oldman i Freeman, repeteixen el seu paper de les anteriors entregues i apareixen els personatges de, Seline Kyle, interpretat per Anne Hathaway i de Bane, interpretat per Tom Hardy. Ha estat doblada i subtitulada al català. considerada una de les millors pel·lícules de la dècada

## Argument[5]
Fa vuit anys que Batman va desaparèixer en la nit, deixant de ser un heroi per convertir-se en un fugitiu. En assumir la culpa per la mort del fiscal del districte Harvey Dent, el Cavaller Fosc va decidir sacrificar-ho tot pel que considerava, igual com el Comissari Gordon, un bé millor. La mentida funciona durant un temps, ja que l'activitat criminal de la ciutat de Gotham es veu aplacada gràcies a la dura Llei Dent. Però tot canvia amb l'arribada d'una astuta gata lladre que pretén dur a terme un misteriós pla. Tanmateix, molt més perillosa és l'aparició en escena de Bane, un terrorista emmascarat els despietats plans del qual obliguen Bruce a tornar del seu voluntari exili.

## Repartiment
- Christian Bale: Bruce Wayne / Batman
- Michael Caine: Alfred Pennyworth
- Gary Oldman: James Gordon
- Anne Hathaway: Catwoman
- Tom Hardy: Bane
- Marion Cotillard: Talia al Ghul / Miranda Tate
- Joseph Gordon-Levitt: John Blake
- Morgan Freeman: Lucius Fox
- Cillian Murphy: Scarecrow / Dr. Jonathan Crane

## Premis
- 2012: Satellite Awards: Nominada a Millor direcció artística i efectes visuals
- 2012: Premis BAFTA: Nominada a millors efectes especials visuals
- 2012: American Film Institute: Top 10 - Millors pel·lícules de l'any
- 2012: Premis Critics Choice: 4 nominacions, incloent-hi la millor pel·lícula d'acció.

## Crítica
- " Aquest últim lliurament de la trilogia de Batman de Christopher Nolan fa que tot en l'univers rival de Marvel sembli perfectament ximple i infantil"[6]
- " La pel·lícula comença lentament amb una trama fosca i massa personatges nous, però construeix un clímax sensacional (...) Manca de la gairebé-perfecció de The Dark Knight, necessita més claredat i un brivall millor, però és un final honorable (...)[7]